# Jan II. Kazimír Vasa

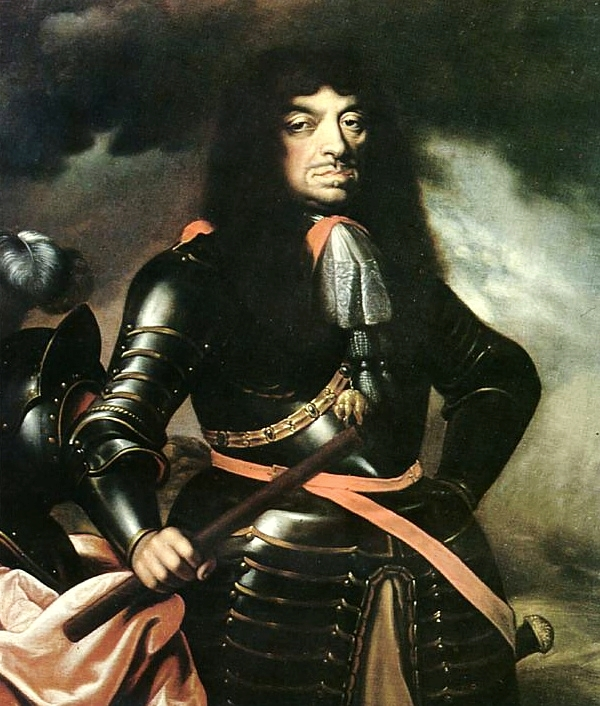
Jan Kazimír II.

Jan II. Kazimír Vasa (22. března 1609, Krakov, Polsko – 16. prosince 1672) byl polský král v letech 1648–1668 a titulární král švédský v letech 1648–1660.

## Biografie

### Původ, raná část života
Jan Kazimír se narodil jako druhý syn ze sedmi potomků polského krále Zikmunda III. a jeho druhé manželky Konstancie Habsburské, jeho starší bratr z tohoto manželství však zemřel již v batolecím věku.
V pořadí nástupnictví byl až druhý po svém bratrovi, Vladislavovi IV. Jan Kazimír byl vychováván jezuity, dostalo se mu vynikajícího vzdělání a jeho otec s ním počítal pro církevní kariéru. Přesto se proslavil jako vynikající vojevůdce, což prokázal ve válce o Smolensk, kde Poláci bojovali proti Rusku. Vedl několik diplomatických misí, při nichž uzavřel spojenectví Polska s Habsburskou říší a se Španělskem. Od španělského krále Filipa III. dokonce získal roku 1637 hodnost admirála. Při návratu, když cestoval přes Francii, byl roku 1638 zatčen na rozkaz kardinála Richelieua a uvězněn jako španělský vyzvědač. Vězněn byl dva roky, 1638–1640, po zásahu polského poselstva, které kvůli tomu přijelo do Paříže, však byl propuštěn. V roce 1646 obdržel od papeže kardinálskou hodnost, ačkoli neměl kněžské svěcení. Po nástupu na trůn se kardinálského titulu zřekl.

### Vláda
Králem se stal po smrti svého nevlastního bratra Vladislava.
Jeho vláda, byla provázena četnými válkami, zejména s Krymem, Osmanskou říší, Ruskem a Švédskem. Na počátku jeho vlády také vypuklo povstání kozáckého atamana Bohdana Chmelnického. Roku 1651 polská armáda zvítězila nad Kozáky a Tatary v bitvě u Berestečka.
Roku 1655 bylo Polsko napadeno švédským králem Karlem X. Polská šlechta zpočátku odmítla bojovat a někteří z jejích členů jako Hieronym Radziejowski a Janusz Radziwill, švédského krále přímo podporovali. Karel X. tak mohl prakticky bez boje obsadit Velkopolsko, Varšavu i Litvu, Jan Kazimír byl nucen odejít ze země a usadil se ve slezském městě Horní Hlohov na území Habsburské monarchie.
Když však Švédové zákeřně přepadli klášter na Jasné Hoře v Čenstochové, pobouřená polská šlechta se od nich začala odvracet. Poláci zvolili taktiku guerrilové války, přepadali Švédy v malých oddílech a skrývali se v lesích. Do čela povstalců se postavil zkušený válečník Stefan Czarniecki. Během bojů se Jan Kazimír vrátil na polské území a osobně velel bojům. Během dvou let se podařilo Švédy z Polska vytlačit a válku přesunout na území Dánska, ale při uzavření Olivského míru roku 1660 byl Jan Kazimír nucen vzdát se titulu krále Švédska a odstoupit Švédům Livonsko.
Roku 1664 se král dostal do sporu s korunním hejtmanem Jerzym Lubomirským, který se pokusil Jana Kazimíra sesadit a organizoval za jeho života novou královskou volbu. Král nechal Lubomirského zatknout jako zrádce a vypověděl ho ze země. Lubomirsky se uchýlil do Vratislavi, odkud si začal hledat spojence mezi polskou šlechtou pro nadcházející povstání. Povstání bylo zahájeno roku 1665, kdy Lubomirsky porazil krále u Čenstochové a následujícího roku znovu u Mątwy. Jan Kazimír byl přinucen šlechtě potvrdit nová privilegia, což znamenalo další oslabení královské moci. Následujícího roku 1667 ukončil Andrušovským mírem válku s Moskevským státem a vzdal se nároků na Smolensk. Zanedlouho poté zahořklý a vnitřně zlomený král abdikoval.

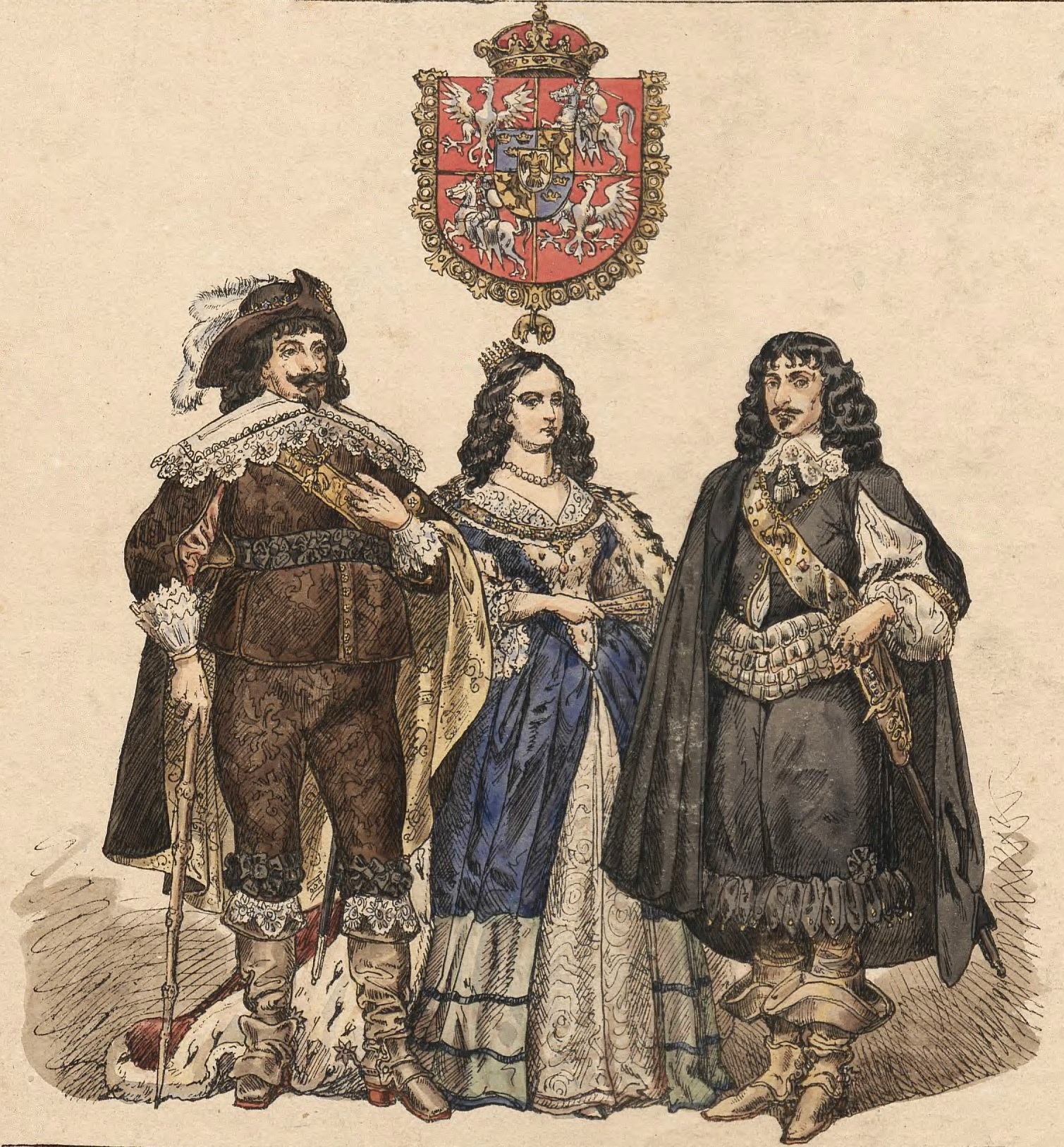
Vladislav IV., jeho druhá manželka Cecílie Renata a nevlastní bratr Jan Kazimír II.

### Manželství
30. května roku 1649 se oženil s vdovou po svém bratrovi Ludovikou Marií Gonzaga. Ta neměla s Vladislavem žádných dětí a s Janem Kazimírem měli dvě děti, obě však zemřely v kojeneckém věku.

### Abdikace a smrt
16. září roku 1668 Jan abdikoval a 30. dubna následujícího roku odjel do Francie, kde se stal 76. opatem kláštera v Saint-Germain-des-Prés. Zemřel roku 1672.
Při odjezdu z Polska protiprávně sebral část korunního pokladu, mj. relikviář svatého stromu, který se používal při korunovaci polských králů počínaje Vladislavem II. Jagellonským (relikvie se nachází v pokladu pařížské katedrály Notre-Dame). Poklady vyvezené posledním Vasou z Polska se nikdy nevrátily zpět, před smrtí je král odkázal své švagrové Anně Gonzaga (sestře své manželky, polské královny Mariie Gonzaga), ta je následně roku 1684 odkázala zmíněnému benediktinskému opatství v Saint-Germain-des-Prés na předměstí Paříže.
Jan II. Kazimír Vasa vedl zde značně světský způsob života, stav se v té době otcem nemanželské dcery Kateřiny (její osud po otcově smrti není znám).[zdroj?]
Zemřel čtyři roky po abdikaci, 16. prosince roku 1672. Pravděpodobnou příčinou smrti byla ataka mozkové mrtvice, jež ho stihla poté, co se dověděl o pádu Kamence Podolského do osmanského područí. 31. ledna roku 1676 byl pochován ve wawelské katedrále v Krakově, jeho srdce je však uloženo uvnitř kostela v Saint-Germain-des-Prés v Paříži.
Po jeho abdikaci sejm 19. července roku 1669 zvolil polským králem Michała Korybuta Wiśniowieckého, který panoval do roku 1673.

## Odkaz
Jan Kazimír nezanechal žádné přeživší děti. Všichni jeho bratři a sestry zemřeli před ním a nezanechali potomky; byl posledním z rodu Bony Sforzové. Byl také posledním legitimním potomkem Alfonse II. Neapolského. Jeho dědicem byl jeho vzdálený bratranec Jindřich de La Tremoille, kníže z Talmondu a Taranta, dědic Fridricha IV. Neapolského (druhého syna Ferdinanda I. Neapolského a Isabely z Clermontu), který byl také dědicem Fridrichovy první manželky Anny Savojské.
Jan Kazimír byl, po svém bratrovi, hlavou genealogické linie svaté Brigity Švédské, protože byl přímým potomkem její sestry. Po jeho smrti byla tato pozice nabídnuta jeho sestřenici z druhého kolene, Kristýně I. Švédské, která v té době již abdikovala.

## Vývod z předků
|                      |                                  |  |                    |                         |  |  |  |  |  |  |  | Erik Johansson Vasa |
|                      |                                  |  |                    |                         |  |  |  |  |  |  |  |                     |
|                      | Gustav I. Švédský                |  |                    |                         |  |  |  |  |  |  |  |                     |
|                      |                                  |  |                    |                         |  |  |  |  |  |  |  |                     |
|                      |                                  |  |                    | Cecilia Månsdotter      |  |  |  |  |  |  |  |                     |
|                      |                                  |  |                    |                         |  |  |  |  |  |  |  |                     |
|                      | Jan III. Švédský                 |  |                    |                         |  |  |  |  |  |  |  |                     |
|                      |                                  |  |                    |                         |  |  |  |  |  |  |  |                     |
|                      |                                  |  |                    | Erik Abrahamsson        |  |  |  |  |  |  |  |                     |
|                      |                                  |  |                    |                         |  |  |  |  |  |  |  |                     |
|                      | Markéta Eriksdotter Leijonhufvud |  |                    |                         |  |  |  |  |  |  |  |                     |
|                      |                                  |  |                    |                         |  |  |  |  |  |  |  |                     |
|                      |                                  |  |                    | Ebba Eriksdotter Vasa   |  |  |  |  |  |  |  |                     |
|                      |                                  |  |                    |                         |  |  |  |  |  |  |  |                     |
|                      | Zikmund III. Vasa                |  |                    |                         |  |  |  |  |  |  |  |                     |
|                      |                                  |  |                    |                         |  |  |  |  |  |  |  |                     |
|                      |                                  |  |                    | Kazimír IV. Jagellonský |  |  |  |  |  |  |  |                     |
|                      |                                  |  |                    |                         |  |  |  |  |  |  |  |                     |
|                      | Zikmund I. Starý                 |  |                    |                         |  |  |  |  |  |  |  |                     |
|                      |                                  |  |                    |                         |  |  |  |  |  |  |  |                     |
|                      |                                  |  |                    | Alžběta Habsburská      |  |  |  |  |  |  |  |                     |
|                      |                                  |  |                    |                         |  |  |  |  |  |  |  |                     |
|                      | Kateřina Jagellonská             |  |                    |                         |  |  |  |  |  |  |  |                     |
|                      |                                  |  |                    |                         |  |  |  |  |  |  |  |                     |
|                      |                                  |  |                    | Gian Galeazzo Sforza    |  |  |  |  |  |  |  |                     |
|                      |                                  |  |                    |                         |  |  |  |  |  |  |  |                     |
|                      | Bona Sforza                      |  |                    |                         |  |  |  |  |  |  |  |                     |
|                      |                                  |  |                    |                         |  |  |  |  |  |  |  |                     |
|                      |                                  |  |                    | Isabela Aragonská       |  |  |  |  |  |  |  |                     |
|                      |                                  |  |                    |                         |  |  |  |  |  |  |  |                     |
| Jan II. Kazimír Vasa |                                  |  |                    |                         |  |  |  |  |  |  |  |                     |
|                      |                                  |  |                    |                         |  |  |  |  |  |  |  |                     |
|                      |                                  |  | Filip I. Kastilský |                         |  |  |  |  |  |  |  |                     |
|                      |                                  |  |                    |                         |  |  |  |  |  |  |  |                     |
|                      | Ferdinand I. Habsburský          |  |                    |                         |  |  |  |  |  |  |  |                     |
|                      |                                  |  |                    |                         |  |  |  |  |  |  |  |                     |
|                      |                                  |  |                    | Jana I. Kastilská       |  |  |  |  |  |  |  |                     |
|                      |                                  |  |                    |                         |  |  |  |  |  |  |  |                     |
|                      | Karel II. Štýrský                |  |                    |                         |  |  |  |  |  |  |  |                     |
|                      |                                  |  |                    |                         |  |  |  |  |  |  |  |                     |
|                      |                                  |  |                    | Vladislav Jagellonský   |  |  |  |  |  |  |  |                     |
|                      |                                  |  |                    |                         |  |  |  |  |  |  |  |                     |
|                      | Anna Jagellonská                 |  |                    |                         |  |  |  |  |  |  |  |                     |
|                      |                                  |  |                    |                         |  |  |  |  |  |  |  |                     |
|                      |                                  |  |                    | Anna de Foix a Candale  |  |  |  |  |  |  |  |                     |
|                      |                                  |  |                    |                         |  |  |  |  |  |  |  |                     |
|                      | Konstance Habsburská             |  |                    |                         |  |  |  |  |  |  |  |                     |
|                      |                                  |  |                    |                         |  |  |  |  |  |  |  |                     |
|                      |                                  |  |                    | Vilém IV. Bavorský      |  |  |  |  |  |  |  |                     |
|                      |                                  |  |                    |                         |  |  |  |  |  |  |  |                     |
|                      | Albrecht V. Bavorský             |  |                    |                         |  |  |  |  |  |  |  |                     |
|                      |                                  |  |                    |                         |  |  |  |  |  |  |  |                     |
|                      |                                  |  |                    | Jakoba Marie Bádenská   |  |  |  |  |  |  |  |                     |
|                      |                                  |  |                    |                         |  |  |  |  |  |  |  |                     |
|                      | Marie Anna Bavorská              |  |                    |                         |  |  |  |  |  |  |  |                     |
|                      |                                  |  |                    |                         |  |  |  |  |  |  |  |                     |
|                      |                                  |  |                    | Ferdinand I. Habsburský |  |  |  |  |  |  |  |                     |
|                      |                                  |  |                    |                         |  |  |  |  |  |  |  |                     |
|                      | Anna Habsburská                  |  |                    |                         |  |  |  |  |  |  |  |                     |
|                      |                                  |  |                    |                         |  |  |  |  |  |  |  |                     |
|                      |                                  |  |                    | Anna Jagellonská        |  |  |  |  |  |  |  |                     |
|                      |                                  |  |                    |                         |  |  |  |  |  |  |  |                     |